# 小池隆一事件
小池隆一事件（こいけりゅういちじけん）とは、1996年から1997年にかけて明らかになった金融機関から総会屋への利益供与事件。

## 概要
総会屋の小池隆一は1985年に第一勧業銀行から1億円の融資を受けたことをきっかけに第一勧業銀行との関係が始まる。1988年に報道された第一勧業銀行麹町支店不正融資事件で株主総会の紛糾を第一勧銀側が恐れ、銀行幹部と深い交友関係のあった大物総会屋である木島力也を通じて小池に総会運営の協力を依頼したことから、本格的な癒着が始まり、最終的には第一勧業銀行から小池へ460億円にのぼる利益供与をすることとなった。
さらに小池は第一勧業銀行からの融資によって得た資金で野村証券・大和証券・日興証券・山一證券と四大証券会社について株主提案権を行使できる株式を取得し、その後は四大証券会社からも利益供与を受けた。

### 刑事訴訟
これらの利益供与は、1997年に野村證券の内部告発で発覚。東京地検特捜部によって逮捕を含む強制捜査が行われた。最終的に総会屋の小池隆一、奥田正司会長ら第一勧業銀行幹部11人、酒巻英雄社長ら野村証券幹部3人、副社長ら大和証券幹部6人、副社長ら日興証券幹部4人、三木淳夫社長ら山一證券幹部8人及び各金融機関の法人として以下の罪状で起訴された。
- 第一勧業銀行はノンバンクを介して小池に対して1994年7月から1996年9月にかけて52回にわたって約118億円の迂回融資（商法違反）、及び大蔵省検査における小池隆一の実弟名義の融資に関する資料の不提出（銀行法違反）。
- 野村証券は小池に対して1995年1月から6月にかけて、6回にわたって株などの自己売買益約4970万円の付け替えをし、同年3月には現金3億2000万円を贈与をした（商法違反及び証券取引法違反）。
- 大和証券は小池に対して1995年1月から12月にかけて、68回にわたって株の自己売買益約2億280万円の付け替えをした（商法違反及び証券取引法違反）。
- 日興証券は小池に対して1995年1月から12月にかけて、11回にわたって株の自己売買益約1410万円の付け替えをした（商法違反及び証券取引法違反）。
- 山一證券は1994年12月から1995年1月にかけて、32回にわたってシンガポール国際金融取引所での株式指数先物取引の利益1億700万円の付け替えをした（商法違反及び証券取引法違反）。

また、強制捜査の過程で宮崎邦次第一勧業銀行会長が自殺した。
刑事裁判では以下の判決が言い渡された。
総会屋
- 小池隆一 - 懲役9月追徴金約6億9260万円[4]

第一勧業銀行
- 法人 - 罰金50万円[3]
- 奥田正司会長 - 懲役9月執行猶予5年[5]
- 副頭取 - 懲役8月執行猶予4年[6]
- 副頭取 - 懲役8月執行猶予4年[7]
- 副頭取 - 懲役8月執行猶予3年[7]
- 総務担当専務 - 懲役8月執行猶予3年[8]
- 審査担当専務 - 懲役8月執行猶予3年[8]
- 総務担当常務 - 懲役6月執行猶予3年[8]
- 審査担当常務 - 懲役8月執行猶予3年[7]
- 取締役総務部長 - 懲役6月執行猶予3年[8]
- 営業第7部長 - 懲役6月執行猶予2年[8]
- 総務部副部長 - 懲役6月執行猶予2年[8]

野村證券
- 酒巻英雄社長 - 懲役1年執行猶予3年[9]
- 総務担当常務 - 懲役1年執行猶予3年[9]
- 株式担当常務 - 懲役8月執行猶予3年[9]

大和證券
- 法人 - 罰金4000万円[10]
- 副社長 - 懲役1年執行猶予3年[10]
- 株式担当専務 - 懲役8月執行猶予3年[10]
- 総務担当常務 - 懲役10月執行猶予3年[10]
- エクイテイ本部長部付部長 - 懲役10月執行猶予3年[10]
- 総務副本部長 - 懲役10月執行猶予3年[10]
- 総務部付部長 - 懲役8月執行猶予3年[10]

日興証券
- 法人 – 罰金1000万円[注 1][11]
- 株式担当副社長 - 懲役1年執行猶予3年[11]
- 総務担当副社長 - 懲役10年執行猶予3年[11]
- 株式担当常務- 懲役1年執行猶予3年[注 1][11]
- 総務部長 - 懲役10月執行猶予3年[注 1][11]

山一證券
- 法人-罰金8000万円[注 2][12]
- 行平次雄会長 - 懲役2年6月執行猶予5年[注 2][13]
- 三木淳夫社長 - 懲役3年執行猶予5年[注 2][14]
- 副社長 - 懲役1年施行猶予3年[15]
- 株式担当専務 - 懲役10月執行猶予3年[16]
- 首都圏営業部長 - 懲役10月執行猶予2年[17]
- 総務部付部長 - 懲役10月執行猶予2年[17]
- 株式部長 - 懲役8月執行猶予2年[17]
- 株式部付部長- 懲役8月執行猶予2年[17]

### 税務問題
東京国税局は四大証券と第一勧業銀行について税務調査を進め、1998年9月26日までに5社に対し小池等に提供した資金を交際費と認定する形で1997年3月期までの5年間で総額25億円（野村證券約7億2000万円・大和証券約6億円・日興証券約2億円・山一證券6億円超・第一勧業銀行約3億円）の所得隠しを指摘し、赤字決算で精算中の山一証券を除く4社に約9億円にのぼる追徴課税を実施した。

## その他
- この事件の影響で商法改正が行われ、総会屋が会社に対して利益要求をした時点で刑事罰を科すことができる利益要求罪が新設された。
- この事件への捜査の過程で、第一勧業銀行が大蔵省の金融検査部にノーパンしゃぶしゃぶで接待を行っていたことが明らかになり、大蔵省接待汚職事件の刑事捜査のきっかけとなった。
- 高杉良の経済小説『金融腐蝕列島』シリーズの第2作「呪縛—金融腐蝕列島2」のモデルとして、この事件が取り上げられている。後に当作は1999年に映画化された。
- 小池隆一は刑務所に服役後、妻の実家がある鹿児島県姶良市で過ごしていたが、2023年（令和5年）12月に沖縄県那覇市おもろまちの土地を巡る贈収賄事件の贈賄罪で起訴された[19]。